# Остија (Рим)
Остија је италијански град који се налази у провинцији Лацио, на ушћу Тибра 35 km југозападно од Римa.

## Галерија
- Градска кућа
- Остаци древног града Остије
- Плажа